# Maidenhead United Football Club
Maillots
Actualités
Maindehead United Football Club est un club semi-professionnel anglais basé à Maidenhead.
Le club a évolué en Conference North (sixième division) de 2007 à 2016, avant d'accéder à la National League (cinquième division anglaise).

## Histoire
Le Maidenhead Football Club a été fondé en octobre 1870. Le premier match du club a eu lieu le 17 décembre 1870 contre Windsor Home Park à Bond's Meadow.
Il a été l'un des quinze clubs à participer à la première édition de la FA Cup en 1871-1872, battant Marlow 2-0 au premier tour avant de s'incliner 3-0 à Crystal Palace.
En 1973, le club rejoint la Isthmian Football League Division Two, renommée Isthmian Football League Division One en 1977. En 1987, le club est relégué en Division Two South. En 1991, le club retourne en Division One. En 2000, le club remonte en Isthmian Football League Premier Division.
En 2004, le club est promu en Conference South. En 2006, il est relégué en Southern Football League Premier Division, mais retourne en Conference South en 2007.
En 2017, le club est Promu en National League (cinquième division anglaise).
En 2025, le club est relégué en National League South.

## Identité du club

### Logos

Logo avant 2020.
Logo depuis 2020.

## Record et statistiques
Cette information ne peut indiquer que les championnats professionnels et semi-professionnels 
- National League South
  - Champion en 2017.
- Southern League
  - Vainqueur des barrages en 2007.